# Pseudagrion sublacteum
Pseudagrion sublacteum – gatunek ważki z rodziny łątkowatych (Coenagrionidae). Występuje w znacznej części Afryki Subsaharyjskiej (od Senegalu na wschód po Etiopię i Somalię oraz na południe po RPA), na Majotcie oraz w południowej części Półwyspu Arabskiego; ponadto dwie izolowane, reliktowe populacje zamieszkują północne Maroko i Lewant.
W RPA imago lata od listopada do końca maja, lecz pojedyncze osobniki dorosłe latają przez cały rok. Długość ciała 37–41 mm. Długość tylnego skrzydła 21,5–22,5 mm.